# Team Stuttgart/Saison 2014
Dieser Artikel listet Erfolge und Fahrer des Radsportteams Team Stuttgart in der Saison 2014 auf.

## Erfolge in der UCI Asia Tour
| Datum        | Rennen                    | Kat. | Sieger      |
| ------------ | ------------------------- | ---- | ----------- |
| 4. September | 6. Etappe Tour of China I | 2.1  | Tino Thömel |

## Abgänge – Zugänge
| Zugänge           | Team 2013              | Abgänge          | Team 2014           |
| ----------------- | ---------------------- | ---------------- | ------------------- |
| Jack Cummings     | Thüringer Energie Team | Stephan Bawey    |                     |
| Nikodemus Holler  | Thüringer Energie Team | Jonas Engel      |                     |
| Alexander Krieger | rad-net Rose Team      | Kilian Pfeifer   |                     |
| Christopher Muche | rad-net Rose Team      | Sascha Schneider |                     |
| Florian Nowak     | Neoprofi               | Timur Selvi      | MLP Team Bergstraße |
| Tino Thömel       | Team NSP-Ghost         | Jonas Tenbruck   |                     |
| Max Walsleben     | Nutrixxion Abus        | Simon Walker     |                     |

## Mannschaft
| Fahrer                             | Geburtstag         | Nationalität | Team 2013                         |
| ---------------------------------- | ------------------ | ------------ | --------------------------------- |
| Jack Cummings                      | 2. Januar 1994     | Australien   | Thüringer Energie Team            |
| Nikodemus Holler                   | 4. Mai 1991        | Deutschland  | Thüringer Energie Team            |
| Kai Kautz                          | 5. November 1987   | Deutschland  | Neoprofi                          |
| Alexander Krieger                  | 28. November 1991  | Deutschland  | rad-net Rose Team                 |
| Georg Loef                         | 22. Juni 1994      | Deutschland  | Neoprofi                          |
| Christopher Muche                  | 28. Februar 1992   | Deutschland  | rad-net Rose Team                 |
| Florian Nowak                      | 26. Januar 1995    | Deutschland  | Neoprofi                          |
| Martin Reinert (bis 25. September) | 25. Februar 1992   | Deutschland  | Rudy Project Racing Team          |
| Tino Thömel                        | 6. Juni 1988       | Deutschland  | Team NSP-Ghost                    |
| Marc-André Tzschupke               | 23. Februar 1994   | Deutschland  | Neoprofi                          |
| Max Walsleben                      | 23. Juni 1990      | Deutschland  | Nutrixxion Abus                   |
| Marcel Weber (bis 25. September)   | 20. September 1988 | Deutschland  | Team Stegcomputer - Neotel (2009) |
| Stagiaires                         | Stagiaires         | Nationalität | Nationalität                      |
| Arnold Fiek                        | Arnold Fiek        | Deutschland  | Deutschland                       |